# Hunter (1976)
Hunter (que manteve o mesmo título no Brasil) foi uma série de TV americana estrelada por James Franciscus (1934-1991). Ele fazia o papel do agente secreto James Hunter; sua parceira era interpretada pela atriz Linda Evans.